# Kulventil

Ett exempel på en kulventil.

Kulventil är en ventil som reglerar flöde genom att en ihålig kula som roteras i ett sfäriskt ventilsäte. Kulan är försedd med öppningar åt vanligtvis två håll. Vid fullt genomlopp är kanalen igenom kulan öppen, och vid stängning vrids den så att ingen öppning vetter mot det inkommande flödet.
En kulventil är inte optimal för flödesreglering utan används mest för att stänga av flöden helt.
En annan användning av namnet kulventil är som benämning på en enkel envägsventil, till exempel i en cykelslang. En liten kula vilar vid arbetstryck mot en gummipackning och låter på så sätt inte den trycksatta luften i däcket slippa ut. När däcket pumpas får den inkommande luften med högre tryck kulan att flytta sig från packningen och på så sätt släppa in luft. Denna typ av ventil kallas normalt för backventil.
På engelska heter kulventilen ball valve. På de flesta ritningar och scheman brukar man använda förkortningen BV, för ball valve. På VVS-ritningar står dock denna förkortning för backventil.